# American Girls 5 : Que la meilleure gagne !
Série American Girls
La Guerre des blondes
(2007) Confrontation mondiale
(2017)
Pour plus de détails, voir Fiche technique et Distribution.
American Girls 5 : Que la meilleure gagne !, ou Le Tout pour le tout : Un combat à finir au Québec, (Bring It On: Fight to the Finish) est un film américain réalisé par Bille Woodruff et sorti en 2009.

## Synopsis
Catalina Cruz est la capitaine audacieuse d'une équipe de pom-pom girls dont l'univers bascule quand sa famille quitte les rues animées de l'est de Los Angeles pour s'installer à Malibu, coquette ville du soleil et de plage. À sa nouvelle école, Lina est confrontée à Avery, la capitaine des jaguars ultra compétitive, tout en tombant amoureuse du beau Evan, le frère d'Avery. Lina a toujours su relever les défis, mais pourra-t-elle former une nouvelle équipe d'élite et surpasser Avery lors du championnat tout en vivant son histoire d'amour avec Evan ?

## Fiche technique
- Titre : American Girls 5 : Que la meilleure gagne !
- Titre québécois : Le Tout pour le tout : Un combat à finir
- Titre original : Bring It On: Fight to the Finish
- Réalisation : Bille Woodruff
- Scénario : Elena Song, Alyson Fouse
- Musique : Andrew Gross
- Production : Armyan Bernstein (en), David Brookwell (en), David Buelow, Tony Gonzalez, Charlie Lyons, Sean McNamara
- Sociétés de production : Beacon Pictures, Brookwell McNamara Entertainment
- Budget :
- Photographie :
- Montage : Richard Halsey
- Décors :
- Costumes :
- Pays d'origine :  États-Unis
- Format : Couleurs - 1,85:1 - DTS / Dolby Digital / SDDS - 35 mm
- Genre : Comédie
- Durée : 102 minutes
- Dates de sortie : 1er septembre 2009

## Distribution
- Christina Milian (V.F. : Fily Keita, V.Q. : Kim Jalabert) : Catalina « Lina »cruz
- Cody Longo (V.Q. : Alexandre Fortin) : Evan
- Rachele Brooke Smith (V.F. : Jessica Barrier, V.Q. : Bianca Gervais) : Avery
- Holland Roden (V.Q. : Aurélie Morgane) : Skyler
- Laura Cerón (V.Q. : Claudia Ferri) : Isabel
- David Starzyk (V.Q. : Tristan Harvey) : Henry
- Nikki SooHoo (V.F. : Sylvie Jacob,V.Q. : Catherine Bonneau) : Christina
- Gabrielle Dennis (V.F. : Dorothée Pousséo,V.Q. : Ariane-Li Simard-Côté) : Treyvonetta
- Meagan Holder (V.F. : Charlyne Pestel, V.Q. : Véronique Marchand) : Kayla
- Vanessa Born (V.Q. : Annie Girard) : Gloria
- Brandon Gonzales : Victor

Sources et légendes : Version française (V.F) sur RS Doublage Version québécoise (V.Q.) sur Doublage Québec.

## Saga American Girls
- 2000 : American Girls, de Peyton Reed
- 2004 : American Girls 2, de Damon Santostefano
- 2006 : American Girls 3, de Steve Rash
- 2007 : American Girls 4 : La Guerre des blondes, de Steve Rash
- 2017 : American Girls 6 : Confrontation mondiale, de Robert Adetuyi
- 2022 : American Girls 7, de Karen Lam